# Smith & Wesson Modelo 39
La Smith & Wesson Modelo 39 fue una pistola semiautomática desarrollada para las pruebas de pistola estándar del Ejército de los Estados Unidos de 1954. Después que el Ejército abandonase su búsqueda para un nuevo modelo de pistola, la Modelo 39 llegó al mercado civil en 1955 y fue la primera pistola semiautomática fabricada por Smith & Wesson. Empleada por la Policía estatal de Illinois y el SEAL, fue una pistola innovadora para empleo militar y policial.

## Historia
La Smith & Wesson Modelo 39 fue la primera pistola semiautomática de doble acción estadounidense publicitada en los Estados Unidos. La Walther P38 de doble acción impresionó a los armeros del Ejército durante la Segunda Guerra Mundial. El Cuerpo de Armamento del Ejército emitió una propuesta para una pistola estadounidense equivalente a la Walther P38. En 1949, la Smith & Wesson empezó el desarrollo de la Modelo 39 de doble acción y calibre 9 mm. La Smith & Wesson empezó a vender la Modelo 39 en 1955. Esta es considerada una pistola de primera generación. Desde la aparición de la Modelo 39, la Smith & Wesson ha continuado desarrollando el diseño hasta las actuales pistolas de tercera generación disponibles en el mercado civil estadounidense. Los modelos de primera generación tienen un número de modelo de dos dígitos, los de segunda generación utilizan 3 dígitos y los modelos de tercera generación utilizan 4 dígitos.

## Descripción

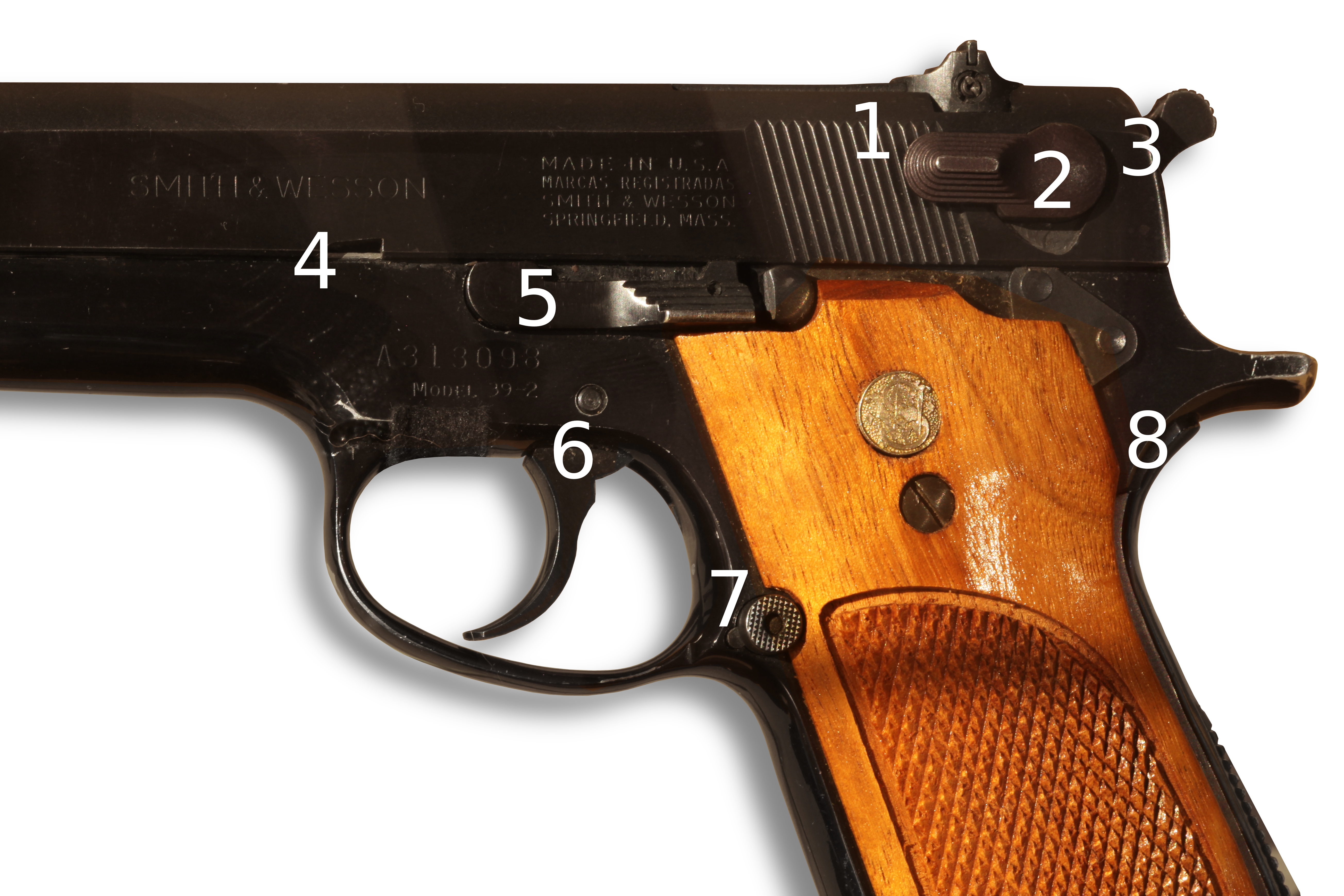
Detalle de los controles de una Modelo 39.

La Modelo 39 fue originalmente fabricada con un armazón de aluminio anodizado, empuñadura de lomo curvado y una corredera de acero al carbono pavonado que tenía el seguro manual. La empuñadura era de tres piezas, hecha a partir de dos paneles de madera de nogal unidos por un lomo metálido. El botón del retén del cargador estaba situado detrás del guardamonte, de forma similar al de la M1911 que iría a reemplazar.
Se produjo una cantidad limitada de pistolas Modelo 39 con armazón de acero. Este modelo fue la base para la pistola de tiro al blanco Smith & Wesson Modelo 52. La Modelo 52 tenía un cañón de 127 mm y una corredera más larga, siendo una de las pocas pistolas semiautomáticas que disparaban el cartucho .38 Special (solamente con balas de punta plana). El casquillo con pestaña del .38 Special limitaba la capacidad del cargador a 5 cartuchos. Una variante posterior, la Modelo 952 de 9 mm, todavía es producida en cantidades limitadas por el Smith & Wesson's Performance Center. La Modelo 52 fue descontinuada en 1992, cuando la maquinaria empleada para su fabricación se malogró y se consideró demasiado costoso reemplazarla.
La Modelo 39 fue la base para la posterior Smith & Wesson Modelo 59, conservando el calibre original de 9 mm, pero incorporando un armazón de aluminio más ancho con una empuñadura de lomo recto para insertar un cargador de doble hilera con capacidad de 14 cartuchos.
La Modelo 39 tenía una corredera convencional y cañón con cojiente, al contrario del cañón expuesto de la Walther P38. El acerrojado en la Modelo 39 se efectúa mediante una modificación de la recámara con resalte de la Browning GP-35. Las correderas de las Modelo 39 de primera generación empleaban tanto un largo resorte extractor, como una uña extractora pivotante accionada por resorte. Los extractores largos solían ser frágiles y fueron reemplazados por la uña extractora pivotante. Sin embargo, el extractor largo demostró ser más fiable que la versión pivotante.
La Modelo 39 tenía varias características comunes con la Walther P38, tales como un seguro desamartillador que desconectaba el gatillo y el martillo. La Smith & Wesson incluso copió el cargador monohilera de 8 cartuchos, pero le añadió un entalle lateral para el retén. La longitud promedio de la Modelo 39 era de 192 mm, con un cañón de 102 mm. El peso de la Modelo 39 era de 780 g gracias a su armazón de aluminio.

## Historial de combate
La Policía del Estado de Illinois adoptó la Modelo 39 en 1968, un acto que ayudó a acercar las pistolas semiautomáticas a las fuerzas policiales. Esta publicidad impulsó las ventas en el mercado civil y preparó la entrada de la más aceptable Modelo 59 con su cargador de gran capacidad al menos entre los agentes encubiertos y detectives, donde su mecanismo de doble acción (y el cargador de mayor capacidad) era considerado por muchos como superior a las pistolas semiautomáticas con cargador monohilera y los revólveres de la época.
Una versión modificada de la Modelo 39, con armazón y empuñadura más anchos para usar un cargador de 14 cartuchos, fue empleada por las unidades de Guerra Naval Especial de la Armada de los Estados Unidos durante la Guerra de Vietnam. Fue suministrada a los oficiales a cargo de los destacamientos MST-2 como arma auxiliar. Los equipos SEAL empleaban tanto la Modelo 39 estándar como una versión modificada, la Mk 22 Mod 0, que era llamada "hush puppy". La pistola modificada tenía un silenciador con un seguro de corredera (que evitaba que ésta se moviese hasta el momento del disparo, reduciendo así el ruido producido). La Mk 22 Mod 0 tenía un alza y un punto de mira elevados, para ofrecer una puntería más simple sobre un silenciador voluminoso. El propósito de la pistola era eliminar perros guardianes o centinelas sin alarmar al blanco principal.